# A Sombra da Medusa
A Sombra da Medusa é um romance de Miguel M. Abrahão escrito e publicado em 1997 no Brasil, encerrando a trilogia iniciada com A Pele do Ogro . 

## Título da Obra
Relaciona-se a um diário apócrifo de Virgínia Woolf, que, ao contar a história de Diana Cartwright,  cria um clima de suspense psicológico, no qual a influência da Medusa – seja como metáfora do medo, do trauma ou de uma figura dominante e destrutiva – permeia a vida dos personagens. A protagonista, ao buscar respostas sobre sua origem e os mistérios que envolvem sua família, descobre que há forças que agem nas sombras, manipulando destinos e escondendo verdades inquietantes

## Características
- Tema principal: Identidade e poder
- Subtemas principais: Amizade, poder, ciúmes e egoísmo.
- Gênero: romance histórico e realismo fantástico. [3].
- O romance é dividido em três partes e um epílogo
- Romances que o antecedem na trilogia: A Pele do Ogro e O Strip do Diabo [4]

## Trama
Em um dia tenso durante um congresso de intelectuais em Paris, a doutora Lívia Tavares de Lima faz uma revelação que abala todos os presentes: ela apresenta uma página perdida dos diários de Virginia Woolf, escrita no dia de seu suicídio. A descoberta, que chocaria qualquer um, é recebida com ceticismo por grande parte da plateia composta por renomados acadêmicos. No entanto, a verdadeira surpresa surge quando Lívia revela, em seguida, um manuscrito apócrifo até então desconhecido e atribuído à escritora, contendo uma história fantástica e repleta de mistério. À medida que ela começa a ler, uma trama surpreendente se desenrola, levando os ouvintes a uma jornada de segredos, intriga e drama que transcende o tempo e os limites da ficção histórica 
A história contada no diário apócrifo é a de Diana Cartwright, uma jovem nascida em 1574, durante o reinado de Elizabeth I, e cuja trajetória está marcada pelo segredo, pela perseguição e pela busca incessante por suas origens. Criada em completo isolamento no Palácio de Whitehall, sob os cuidados de Elizabeth Tudor, Diana cresce longe do mundo, sob a sombra de rumores espalhados por jesuítas e por Mary Stuart, que a acusam de ser uma "filha do diabo". Em meio a essa atmosfera de hostilidade e medo, Diana foge aos 13 anos, disfarçada de menino, e adota o nome de Orlando, embarcando em uma jornada que a levará a lugares e a conhecer personagens históricos que mudarão sua vida para sempre 
Aparentemente livre da tutela de Elizabeth e de Lord Burghley, ela  se junta à Companhia teatral The Queen's Men e, viajando com a trupe, chega a Stratford-upon-Avon, onde conhece William Shakespeare, seu futuro amigo e aliado. Auxiliado por ela, o bardo se unirá a trupe e partirá para Londres após problemas pessoais em sua cidade natal. Juntos, eles irão enfrentar desafios pessoais e profissionais, e, após as mortes suspeitas do ator Richard Tarlton e do Conde de Leicester, se unem para decifrar enigmas misteriosos relacionados com Diana e seu nascimento, usando informações registradas pelo próprio Tarlton. Através desses documentos, a protagonista começa a descobrir pistas sobre sua verdadeira mãe, Erzsébet Bathory, a temida condessa de Csejte, que há muito havia se perdido nas sombras da história e sobre sua avó paterna, Lídia Visconti Sforza, a Romana 
A busca por respostas leva Diana e Shakespeare à Hungria, onde, com a ajuda de Kit Marlowe, revelações sobre Barthory e seu marido colocam em risco as vidas de todos os envolvidos. A fuga dos terríveis segredos da condessa os leva até Veneza, onde entram em contato com a companhia teatral I Gelosi e um misterioso mercador judeu chamado Shylock, que, por meio de um contrato bastante suspeito, dá a ela a informação a respeito de um livro –  O Livro de Abraão, o Judeu –  deixando pistas de que esse tomo antigo pode ser a chave para Diana reencontrar sua avó e desvendar seu verdadeiro destino. O livro, envolto em mistério, torna-se a principal pista de sua busca, levando Diana a questionar o que está realmente em jogo e o que ela precisa sacrificar para alcançar as respostas que tanto deseja 
A pista os conduz a um Reino distante, a Dinamarca, onde forças ocultas os perseguem, e onde enfrentam perigos inimagináveis, incluindo o fantasma de Alix de Heristal, que parece saber mais sobre Diana do que ela mesma 
Enquanto a busca pelo Livro de Abraão, o Judeu continua, Diana e Shakespeare se veem envolvidos em intrigas que os forçam a questionar suas próprias lealdades 
A vida de Diana Cartwright, marcada pela solidão e pela perseguição, toma um novo rumo quando ela conhece Henry Constable, o poeta elisabetano. Apaixonada, Diana revela sua verdadeira identidade a ele, e, a partir de então, sua vida e a de seus amigos passam a ser ameaçadas por forças sobrenaturais que buscam destruir tudo o que ela ama 
Com o passar dos anos, Diana começa a entender que seu destino é muito mais complexo e perturbador do que imaginava. Num determinado momento de sua vida, ela recebe a visita de Cartaphilus, o judeu errante uma figura misteriosa que lhe traz uma previsão aterradora: quando Diana completar 35 anos, se certos acordos não forem cumpridos, ela sofrerá nas mãos de forças malignas. Com o tempo contra ela, a protagonista se vê obrigada a tomar uma decisão crucial: seguir o destino traçado ou lutar contra as forças que tentam controlá-la. Com a vida de seus entes queridos também em risco, a jovem atriz/ator deve agir rapidamente para evitar um futuro sombrio e incerto 

## Análise da Obra
A obra se aprofunda na exploração do medo e do poder que ele exerce sobre as pessoas. Assim como na mitologia grega, onde olhar diretamente para a Medusa significava a morte, na trama de Abrahão o confronto com o passado e o desejo de posse pode ser igualmente devastador. A tensão cresce à medida que a protagonista se aproxima da verdade, desafiando tabus, enfrentando suas próprias limitações e compreendendo que, às vezes, há coisas que deveriam permanecer nas sombras .
A Sombra da Medusa é uma história fascinante de mistério, amor e poder oculto. Em um cenário repleto de figuras históricas ficcionais e reais –  como Shakespeare, Marlowe, Bathory, o poeta Henri Constable –  e até mesmo literárias, como o enigmático Shylock de O Mercador de Veneza, esta narrativa mergulha no âmago de uma jornada épica, onde a busca pela verdade é também uma busca pela salvação. Neste romance, o leitor é transportado para um mundo onde as forças do sobrenatural e do destino se entrelaçam em uma trama irresistível e cheia de reviravoltas, em um ambiente histórico que desafia as fronteiras do tempo e conclui a saga iniciada com A Pele do Ogro e O Strip do Diabo 

## Tempo histórico
O romance tem como pano de fundo a Europa da 2ª metade do século XVI, uma época marcada pelos contrastes entre o Renascimento e as lutas religiosas.

## Tempo diegético
Na narração da obra a cronologia da ação, quer sejam eventos reais ou ficcionais, data entre 1574 e 1609 (35 anos), iniciando com o nascimento de Diana Cartwright e terminando com o alvorecer do século XVII .

## Tempo do discurso
O romance A Sombra da Medusa, ao contrário de seus antecessores ,utiliza o tempo do discurso epistolar como sua principal estrutura narrativa. A história é contada por meio de anotações ou registros pessoais atribuídos a Virginia Woolf , o que permite que o leitor acompanhe os eventos diretamente pelas perspectivas individuais dela. Esse formato cria uma sensação de imediatismo e intimidade, enquanto revela as intrigas e manipulações dos protagonistas, como Diana Cartwright, William Shakespeare, Christopher Marlowe, Ben Jonson, Henry Constable,Francis Bacon, Elizabeth Tudor, William e Robert Cecil e Francis e Thomas Walsingham .

## Espaço físico
O cenário da obra tem vários macros espaços:
- Inglaterra, país predominante na história, cujos micro espaços são:
- Londres: cidade da infância e adolescência de Diana;
- Stratford Upon Avon: cidade da infância e  juventude de William Shakespeare, onde Diana e o bardo se conhecem.
- Reino da Hungria:
- Vág-Ujhely e Trencsén: onde está o Castelo de Csejte, local em que vive Ferenc Nadasdy e sua mulher Erzsébet Báthory.
- Viena: cidade onde  Diana Cartwright encontra o compositor di Lasso e onde compõe a música, essencial para a vitória contra o mal.
- Itália
- Veneza: cidade onde Diana Cartwright e William encontram Shylock e recebem a primeira pista sobre o Livro de Abraão, o Judeu.
- Reino da Dinamarca:
- Helsingør: Castelo de Kronborg, onde Diana Cartwright, William Shakespeare e Kit Marlowe, tem seu primeiro encontro com Asmodeus e com o fantasma de Alix de Heristal[4]

## Personagens fictícios
- Diana Cartwright:  A protagonista. Em sua longa jornada, busca por suas origens e pelos segredos que a envolvem, pela avó paterna e pelo Livro de Abraão, o Judeu, para se libertar de um grande mal. Exerce a profissão de ator travestida de Orlando Cartwright.
- Lívia Tavares de Lima: Doutora em Mitologia celta, é a conferencista que apresenta o Diário Apócrifo de Virginia Wolf.
- Luc Foucault: Doutor em História e Literatura
- Miss Hill: inglesa, doutora em Literatura Inglesa com ênfase em Shakespeare e nos dramaturgos elizabetanos. [4]

## Os personagens históricos (principais)
- 1. Os nobres [4]:
- Virgínia Woolf: escritora e romancista inglesa, autora de Orlando e dos famosos Diários
- Elizabeth Tudor: rainha da Inglaterra
- William Cecil: também conhecido como Lord Burghley, foi um importante estadista inglês do século XVI. Ele foi o principal conselheiro da Rainha Elizabeth I durante grande parte de seu reinado. Burghley desempenhou papéis cruciais como Secretário de Estado e Lorde Tesoureiro, ajudando a moldar a política inglesa, especialmente no fortalecimento do protestantismo e na defesa contra invasões estrangeiras
- Robert Cecil: estadista inglês de destaque durante os reinados de Elizabeth I e James I. Ele era filho de William Cecil, Lord Burghley, e herdou o talento político de seu pai. Robert desempenhou papéis importantes como Secretário de Estado e Lorde Tesoureiro, sendo uma figura-chave na transição do governo Tudor para o Stuart.
- Francis Walsingham: foi um estadista inglês e o principal secretário da Rainha Elizabeth I de 1573 até sua morte. Ele é amplamente lembrado como o "mestre-espião" da rainha, devido à sua criação de uma rede de inteligência altamente eficaz. Essa rede foi crucial para proteger a Inglaterra de ameaças internas e externas, incluindo conspirações contra Elizabeth e a execução de Maria, Rainha dos Escoceses.
- Thomas Walsingham: Um cortesão da Rainha Elizabeth I e patrono literário de poetas como Christopher Marlowe. Ele era primo de Francis Walsingham, o famoso mestre-espião, e teve conexões com o mundo da inteligência da época.
- Robert Dudley: 1º Conde de Leicester:  foi um nobre e estadista inglês, conhecido por ser o favorito da Rainha Elizabeth I. Ele desempenhou papéis importantes na corte, incluindo o de Mestre do Cavalo e Conselheiro Privado. Dudley era uma figura influente tanto na política interna quanto na externa, apoiando causas protestantes e liderando campanhas militares, como a Revolta Holandesa.
- Robert Devereux: 2º Conde de Essex, foi um nobre inglês e favorito da Rainha Elizabeth I. Nascido em 10 de novembro de 1565, destacou-se por seu serviço militar e ambições políticas. Apesar de ter sido inicialmente favorecido pela rainha, sua carreira entrou em declínio após uma campanha mal-sucedida na Irlanda, durante a Guerra dos Nove Anos.
- Walter Raleigh: foi um explorador, escritor, soldado e cortesão inglês, conhecido por seu papel na colonização da América do Norte e por ser um dos favoritos da Rainha Elizabeth I.
- Henry Wriothesley: 3º Conde de Southampton: foi uma figura notável na Inglaterra elisabetana e jacobina. Ele é amplamente conhecido como patrono de William Shakespeare, a quem dedicou os poemas narrativos Vênus e Adônis e O Rapto de Lucrécia. Muitos estudiosos também acreditam que ele foi a inspiração para o "Fair Youth" mencionado nos sonetos de Shakespeare.
- Francis Bacon: foi um filósofo, cientista e estadista inglês, amplamente reconhecido como um dos fundadores do método científico moderno. Ele desenvolveu o método indutivo, que enfatizava a observação e a experimentação como base para o conhecimento, em oposição à lógica dedutiva tradicional. Sua obra mais famosa, Novum Organum, apresenta suas ideias sobre como a ciência deveria ser conduzida.
- 2. Os atores:
- Richard Tarlton: foi um ator e comediante inglês do período elisabetano, amplamente reconhecido como o palhaço mais famoso de sua época. Ele era conhecido por sua habilidade em improvisar versos cômicos, que ficaram conhecidos como "Tarltons". Tarlton também foi um dos membros originais da companhia teatral Queen's Men e um dos favoritos da Rainha Elizabeth I, sendo o único capaz de animá-la quando estava de mau humor.
- Edward Alleyn: Conhecido por suas atuações em peças de Christopher Marlowe, como Doutor Fausto e Tamburlaine.
- William Sly: Ele era membro da companhia teatral Lord Chamberlain's Men e  participou de várias produções importantes, incluindo algumas das primeiras apresentações das peças de Shakespeare. Ele é mencionado em documentos históricos como um dos atores originais que ajudaram a moldar o teatro elisabetano.
- Richard Burbage: Um dos atores mais famosos da época, ele interpretou papéis principais em muitas das peças de Shakespeare, incluindo Hamlet, Otelo, Rei Lear e Macbeth.
- 3. Os Dramaturgos e poetas:
- William Shakespeare: foi um poeta, dramaturgo e ator inglês, amplamente considerado o maior escritor da língua inglesa e um dos dramaturgos mais influentes da história. Ele nasceu em Stratford-upon-Avon e produziu uma vasta obra que inclui 38 peças, 154 sonetos e dois longos poemas narrativos.
- Christopher Marlowe: foi um dramaturgo, poeta e tradutor inglês do período elisabetano. Ele é considerado um dos predecessores mais importantes de Shakespeare e um dos primeiros a usar o verso branco em suas peças, o que se tornou um padrão na época
- Ben Jonson: foi um dramaturgo, poeta e ator inglês, contemporâneo de Shakespeare e uma figura central na literatura da Renascença inglesa. Ele é conhecido por suas comédias satíricas, como Volpone (1606), The Alchemist (1610) e Bartholomew Fair (1614), além de sua poesia lírica e epigramática. Jonson popularizou o conceito de "comédia de humores", que explorava os traços de personalidade exagerados dos personagens.
- Henry Constable: foi um poeta inglês conhecido principalmente por sua obra Diana, uma das primeiras sequências de sonetos em inglês. Ele era um mestre da poesia lírica e frequentemente explorava temas de amor e espiritualidade em seus escritos. Constable converteu-se ao catolicismo em 1591, o que o levou a viver exilado no continente europeu por vários anos.
- Robert Greene: foi um dramaturgo, poeta e panfletário inglês do período elisabetano. Ele é conhecido por suas peças e por ser um dos primeiros autores a viver exclusivamente de sua escrita. Greene também é lembrado por sua crítica a William Shakespeare, a quem ele chamou de "corvo adornado com nossas penas" em um de seus panfletos, sugerindo que Shakespeare estava se apropriando do trabalho de outros dramaturgos [4]